# Kup LEN 2003./04.
Natjecanje za LENA-kup u sezoni 2003/04.

Natjecanje se igra po ligaškom i kup sustavu.

## 1. krug - šesnaestina završnice
U šesnaestini završnice su se natjecanja odigravala po skupinama.

## Osmina završnice
Ždrijeb za 1. kolo je bio 2. studenoga 2003. godine u Budimpešti. 
1. susreti se igraju 22. studenoga, a uzvrati 6./7. prosinca.
Jadran Deltron (Split) - Budvanska rivijera

Strasbourg — Mornar Brodospas (Split)

Marseille — CSKA (Moskva)

Chios — Vouliagmeni 

Barcelona — Dinamo (Moskva)

Niš Classic — Ethnikos

Ferencvaros — Szeged 

 Mataro —  Chania